# Hiệp hội Nghiên cứu Ý kiến Cộng đồng Thế giới
Hiệp hội Nghiên cứu Ý kiến Cộng đồng Thế giới hay Hiệp hội Thế giới về Nghiên cứu Ý kiến Cộng đồng, viết tắt theo tiếng Anh là WAPOR (World Association for Public Opinion Research) là một tổ chức phi chính phủ - phi lợi nhuận quốc tế hoạt động trong lĩnh vực nghiên cứu xã hội về Ý kiến Cộng đồng.
WAPOR thành lập năm 1947, là thành viên liên hiệp khoa học của Hội đồng Khoa học Quốc tế (ISC), và trước đây là thành viên liên kết khoa học của Hội đồng Khoa học Xã hội Quốc tế (ISSC). Chủ tịch WAPOR nhiệm kỳ từ 2019 là Marita Carballo từ  Argentina.

## Hoạt động
WAPOR họp hội nghị thế giới hàng năm (Annual Conference). Kỳ họp 68 tiến hành tại Buenos Aires, Argentina, trong các ngày 16-19 tháng 6 năm 2015.
- 68. 2015: Buenos Aires,  Argentina
- 67. 2014: Nice,  Pháp
- 66. 2013: Boston, MA,  Hoa Kỳ
- 65. 2012: Hong Kong,  Hồng Kông
- 64. 2011: Amsterdam,  Hà Lan
- 63. 2010: Chicago, IL,  Hoa Kỳ
- 62. 2009: Lausanne,  Thụy Sĩ
- 61. 2008: New Orleans, LA,  Hoa Kỳ
- 60. 2007: Berlin,  Đức
- 59. 2006: Montreal,  Canada
- 58. 2005: Cannes,  Pháp
- 57. 2004: Phoenix, AZ,  Hoa Kỳ
- 56. 2003: Prague,  Cộng hòa Séc
- 55. 2002: St. Petersburg, FL,  Hoa Kỳ
- 54. 2001: Rome,  Ý
- 53. 2000: Portland, OR,  Hoa Kỳ
- 52. 1999: Paris,  Pháp
- 51. 1998: St. Louis, MO,  Hoa Kỳ
- 50. 1997: Edinburgh,  Scotland
- 49. 1996: Salt Lake City, UT,  Hoa Kỳ
- 48. 1995: The Hague,  Hà Lan
- 47. 1994: Danvers, MA,  Hoa Kỳ
- 46. 1993: Copenhagen,  Đan Mạch
- 45. 1992: St. Pete Beach, FL,  Hoa Kỳ
- 44. 1991: Luxembourg,  Luxembourg
- 43. 1990: Lancaster, PA,  Hoa Kỳ
- 42. 1989: Stockholm,  Thụy Điển
- 41. 1988: Toronto,  Canada
- 40. 1987: Montreux,  Thụy Sĩ
- 39. 1986: St. Pete Beach, FL,  Hoa Kỳ
- 38. 1985: Wiesbaden,  Đức
- 37. 1984: Delavan, WI,  Hoa Kỳ
- 36. 1983: Barcelona,  Tây Ban Nha
- 35. 1982: Hunt Valley, MD,  Hoa Kỳ
- 34. 1981: Amsterdam,  Hà Lan
- 33. 1980: King’s Island, OH,  Hoa Kỳ
- 32. 1979: Brussels,  Bỉ
- 31. 1978: Roanoake, VA,  Hoa Kỳ
- 30. 1977: Oslo,  Na Uy
- 29. 1976: Asheville, NC,  Hoa Kỳ
- 28. 1975: Montreux,  Thụy Sĩ
- 27. 1974: Lake George, NY,  Hoa Kỳ
- 26. 1973: Budapest,  Hungary
- 25. 1972: Atlantic City, NJ,  Hoa Kỳ
- 24. 1971: Helsinki,  Phần Lan
- 23. 1970: Lake George, NY,  Hoa Kỳ
- 22. 1969: Amsterdam,  Hà Lan
- 21. 1968: Santa Barbara, CA,  Hoa Kỳ
- 20. 1967: Vienna,  Áo
- 19. 1966: Swampscott, MA,  Hoa Kỳ
- 18. 1965: Dublin,  Ireland
- 17. 1964: Excelsior Springs, MO,  Hoa Kỳ
- 16. 1963: Lucerne,  Thụy Sĩ
- 15. 1962: Lake George, NY,  Hoa Kỳ
- 14. 1961: Baden-Baden,  Đức
- 13. 1960: Atlantic City, NJ,  Hoa Kỳ
- 12. 1959: Brighton,  Anh
- 11. 1958: Chicago, IL,  Hoa Kỳ
- 10. 1957: Goteborg,  Thụy Điển
- 9. 1956: Buck Hills Falls, PA,  Hoa Kỳ
- 8. 1955: Konstanz,  Đức
- 7. 1954: Asbury Park, NJ,  Hoa Kỳ
- 6. 1953: Lausanne,  Thụy Sĩ
- 5. 1952: Buck Hills Falls, PA,  Hoa Kỳ
- 4. 1951: London,  Anh Quốc
- 3. 1950: Lake Forest, Illinois,  Hoa Kỳ
- 2. 1949: Paris,  Pháp
- 1. 1948: Eagles Mere, PA,  Hoa Kỳ
- x. 1947: Williamstown, MA,  Hoa Kỳ

Ban điều hành được bầu có nhiệm kỳ cỡ 2 năm.
Danh sách chủ tịch.
- 35. 2015-2016: Patricia Moy,  Hoa Kỳ
- 34. 2013-2014: Alejandro Moreno,  México
- 33. 2011-2012: Tom W. Smith,  Hoa Kỳ
- 32. 2009-2010: Thomas Petersen,  Đức
- 31. 2007-2008: Mike Traugott,  Hoa Kỳ
- 30. 2005-2006: Esteban Lopez-Escobar,  Tây Ban Nha
- 29. 2003-2004: Kathleen Frankovic,  Hoa Kỳ
- 28. 2001-2002: Brian Gosschalk,  Anh Quốc
- 27. 1999-2000: Miguel Basanez,  México
- 26. 1997-1998: Maxwell McCombs,  Hoa Kỳ
- 25. 1995-1996: Wolfgang Donsbach,  Đức
- 24. 1993-1994: Philip Meyer,  Hoa Kỳ
- 23. 1991-1992: Elizabeth H. Nelson,  Anh Quốc
- 22. 1989-1990: Frederick C. Turner,  Hoa Kỳ
- 21. 1987-1988: Hans Zetterberg,  Thụy Điển
- 20. 1985-1986: Seymour Martin Lipset,  Hoa Kỳ
- 19. 1983-1984: Robert M. Worcester,  Anh Quốc
- 18. 1981-1982: Yvan Corbeil,  Canada
- 17. 1979-1980: Elisabeth Noelle-Neumann,  Tây Đức
- 16. 1977-1978: Irving Crespi,  Hoa Kỳ
- 15. 1975-1976: Juan Linz,  Tây Ban Nha & Hoa Kỳ
- 14. 1973-1974: Wim J. de Jonge,  Hà Lan
- 13. 1971-1972: Philip K. Hastings,  Hoa Kỳ
- 12. 1969-1970: Adri Bakker,  Hà Lan
- 11. 1967-1968: Eric da Costa,  Ấn Độ
- 10. 1965-1966: Leo Bogart,  Hoa Kỳ
- 9. 1963-1964: Karl Georg von Stackelberg,  Tây Đức
- 8. 1961-1962: Helen Crossley,  Hoa Kỳ
- 7. 1959-1960: Mark Abrams,  Anh Quốc
- 6. 1957-1958: Bjorn Balstad,  Na Uy
- 5. 1955-1956: Leo P. Crespi,  Hoa Kỳ
- 4. 1953-1954: Jan Stapel,  Hà Lan
- 3. 1951-1952: John F. Maloney,  Hoa Kỳ
- 2. 1949-1950: James White,  Anh Quốc
- 1. 1947-1948: Jean Stoetzel,  Pháp